# Dąbrowa (Katowice)
Dąbrowa (niem. Dombrowa) – część Katowic, położona w południowej części miasta, na terenie dzielnicy Podlesie, w rejonie ulic: Podleśnej, Saskiej, Chabrowej i Dąbrowa. 
Składa się ona przeważnie z domów jednorodzinnych z różnego okresu, głównie z lat międzywojennych i z lat 60. XX wieku. Do najbardziej wartościowych budynków w Dąbrowie należą: budynek kolejowy przy ul. Saskiej 43 i leśniczówka przy ul. Saskiej 55 z 1893 roku oraz domy przy ul. Dąbrowa 10/12 i 19 powstałe przed 1939 rokiem. W dwóch obwodach spisowych obejmujących Dąbrowę oraz pozostałe domy z ulicy Saskiej mieszkało według Narodowego Spisu Powszechnego z 2011 roku łącznie 495 osób, w 249 mężczyzn i 246 kobiet. Dąbrowa sąsiaduje z zelektryfikowaną linią kolejową nr 142, a za nią znajduje się kompleks stawów Dupina położonych nad Mleczną.

## Historia

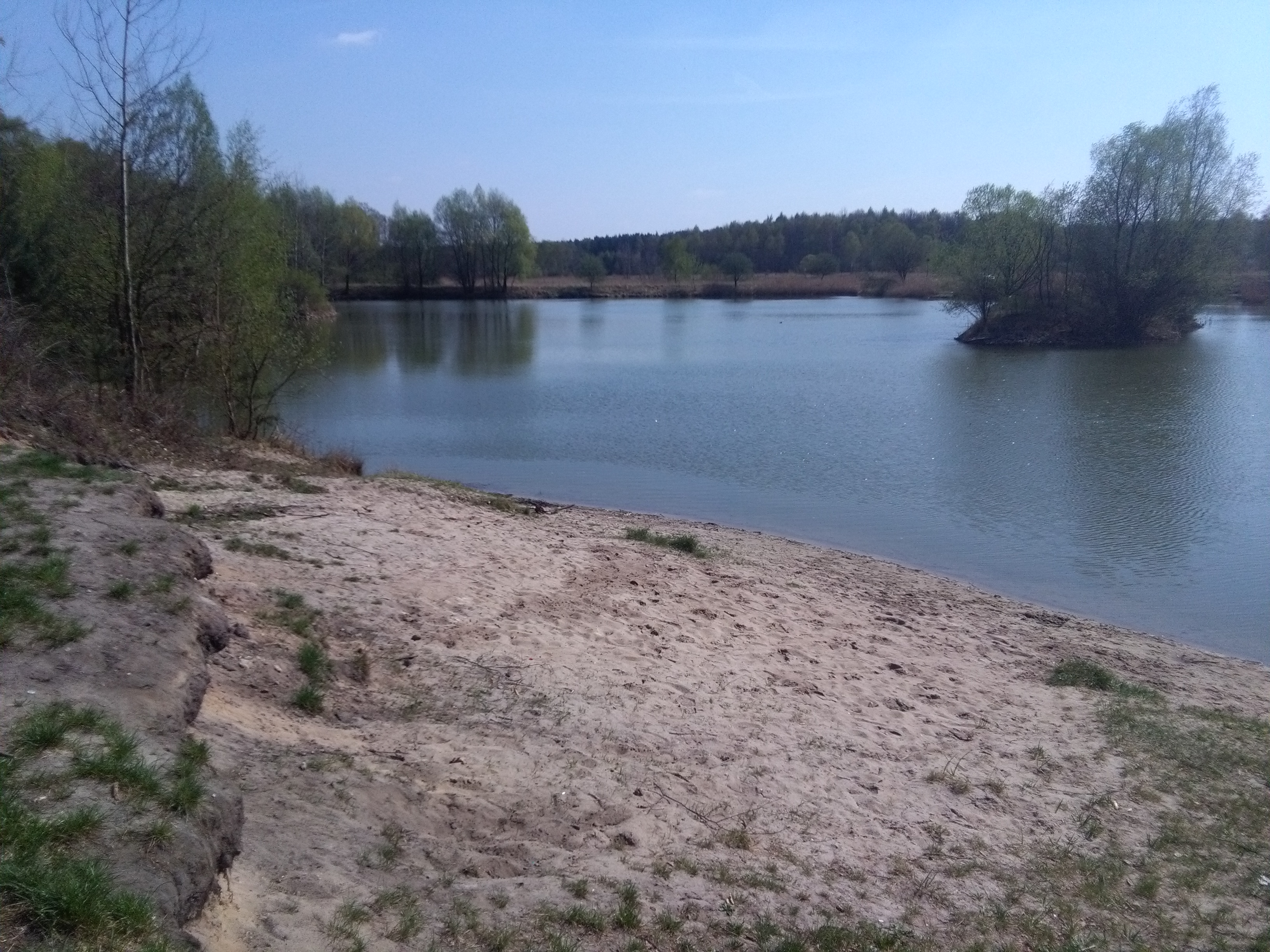
Staw Dupina I, położony nad rzeką Mleczną w pobliżu Dąbrowy (2018)

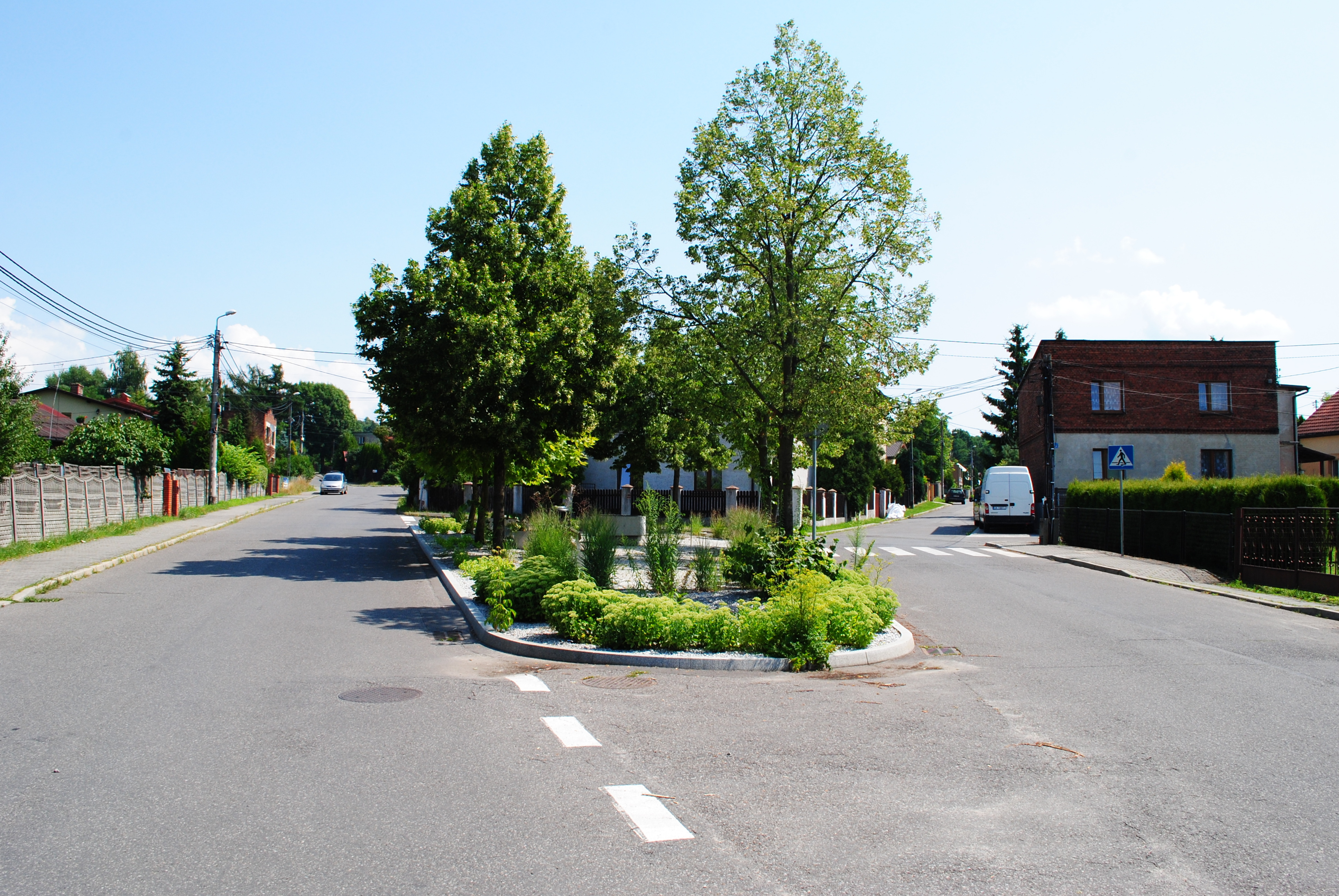
Skwer przy ulicy Saskiej w centralnej części Dąbrowy (2021)

Dąbrowa jako przysiółek Podlesia została założona prawdopodobnie w XVII wieku. Nazwę swoją wzięła od lasu, który stanowił zaplecze pod tę osadę. W czerwcu 1734 roku podczas wojny elekcyjnej o tron polski, na terenie Dąbrowy został wyznaczony obóz szpitalny dla wojsk elektora saskiego Augusta III. Z jednej strony obóz był ograniczony przez rzekę Dupinę (Mleczną) oraz został otoczony zasiekami w obawie przed wojskami króla Stanisława Leszczyńskiego. Wojska saskie pod koniec sierpnia 1734 roku zlikwidowały obóz, zostawiając cmentarz na którym pochowano zmarłych żołnierzy. Pozostałością tych wydarzeń jest nazwa ulicy w Dąbrowie – ulica Saska.
W 1800 roku rejon Podlesia nawiedziła burza gradowa z gradem wielkości kurzych jaj, powodując w rejonie Podlesia straty materialne. Jako wotum przebłagalne, w Dąbrowie usypano mały kopczyk, na którym wybudowano w rejonie dzisiejszej ulicy Saskiej kapliczkę. Sama zaś kapliczka powstała przed 1809 rokiem. Została ona wybudowana na planie kwadratu, dach pokryto gontem, a ściany kaplicy otynkowano i pobielono. W środku znajdowały się drewniane figury świętych oraz obraz Matki Bożej.
W 1868 roku podczas budowy przechodzącej przez Dąbrowę linii kolejowej Towarzystwa Kolei Prawego Brzegu Odry, łączącej Szopienice Północne z Pszczyną przez Podlesie, rozkopano cmentarz żołnierzy saskich. Szczątki żołnierzy wywożono na wzgórze koło kapliczki, gdzie ich pochowano. Samą zaś linię kolejową oddano do użytku 24 czerwca 1870 roku. W grudniu 1885 roku Dąbrowa liczyła 277 mieszkańców i była wówczas osadą na terenie gminy Podlesie w powiecie pszczyńskim. W czasie okupacji niemieckiej, w 1942 roku nakazano rozbiórkę dąbrowskiej kapliczki. W dniu 27 maja 1975 roku Dąbrowę wraz z całym Podlesiem włączono do Katowic.
W centralnej części Dąbrowy, na skrzyżowaniu ulic: Saskiej, Dąbrowa i Chabrowej położony obecnie jest skwer. W ramach budżetu obywatelskiego na 2017 roku, został zgłoszony projekt utworzenia ścieżki edukacyjno-turystyczno-rowerowej oraz rekonstrukcji kapliczki saskiej sprzed 1808 roku, który nie przeszedł weryfikacji merytorycznej. Zgodnie z opinią Miejskiego Konserwatora Zabytków, rekonstrukcja kapliczki jest niemożliwa z uwagi na brak oryginalnego projektu lub inwentaryzacji architektoniczno-budowlanej, a także z uwagi na skąpe źródła ikonograficzne. Dodatkowo, budowa obiektu kultu religijnego nie jest zadaniem własnym gminy. W styczniu 2018 roku Zespół ds. Nazewnictwa Ulic i Placów Komisji Organizacyjnej Rady Miasta Katowice rozpatrywał sprawę nadania nazwy skwerowi imienia Bolesława Holeckiego. Zespół ten jednak zawnioskował o wskazanie innej lokalizacji.